# Egzotyka
Egzotyka (gr. exōtikós – „obcy”, „cudzoziemski”) – ogół cech właściwych krajom o odmiennym klimacie, kulturze, cywilizacji (zwłaszcza zamorskich i podzwrotnikowych) lub przedmioty i zjawiska mające takie cechy; obcość, odmienność. To także trend w sztuce, w którym twórcy inspirują się pomysłami i stylami z odległych regionów, prezentując świat odległy i nieznany w Europie. W literaturze i sztuce polskiej obecna głównie w postaci orientalizmu. W czasach odkryć geograficznych wiązane z kolonizacją; bardzo często pojawia się w XIX-wiecznej literaturze, w XXI wieku pojęcie wykorzystywane najczęściej w turystyce.